# Haslau-Maria Ellend
Haslau-Maria Ellend is een gemeente in de Oostenrijkse deelstaat Neder-Oostenrijk, gelegen in het district Bruck an der Leitha. De gemeente heeft ongeveer 1300 inwoners.

## Geografie
Haslau-Maria Ellend heeft een oppervlakte van 24,83 km². Het ligt in het noordoosten van het land, in de buurt van de grens met Slowakije en het Burgenland.

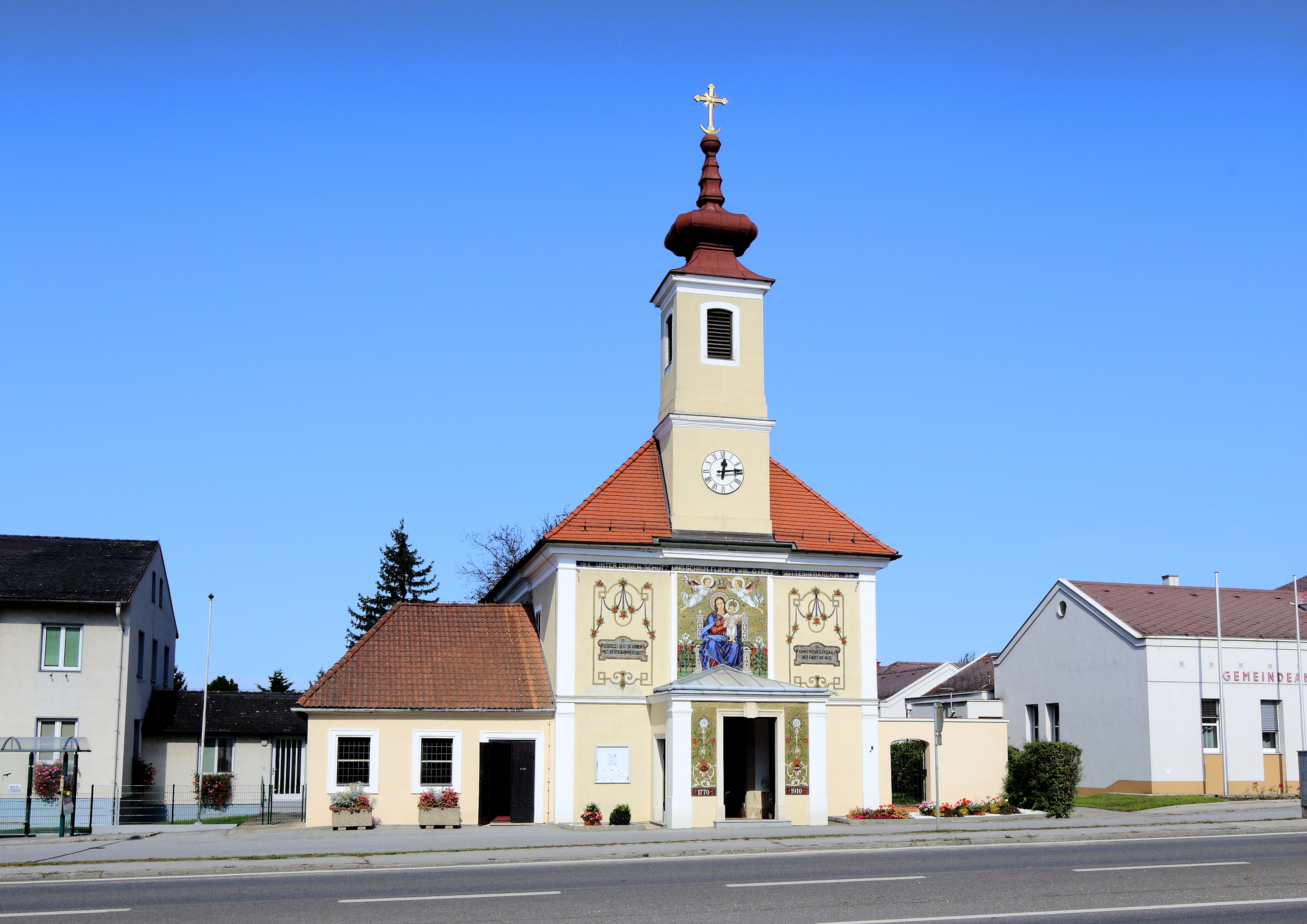
Kerk in Haslau-Maria Ellend
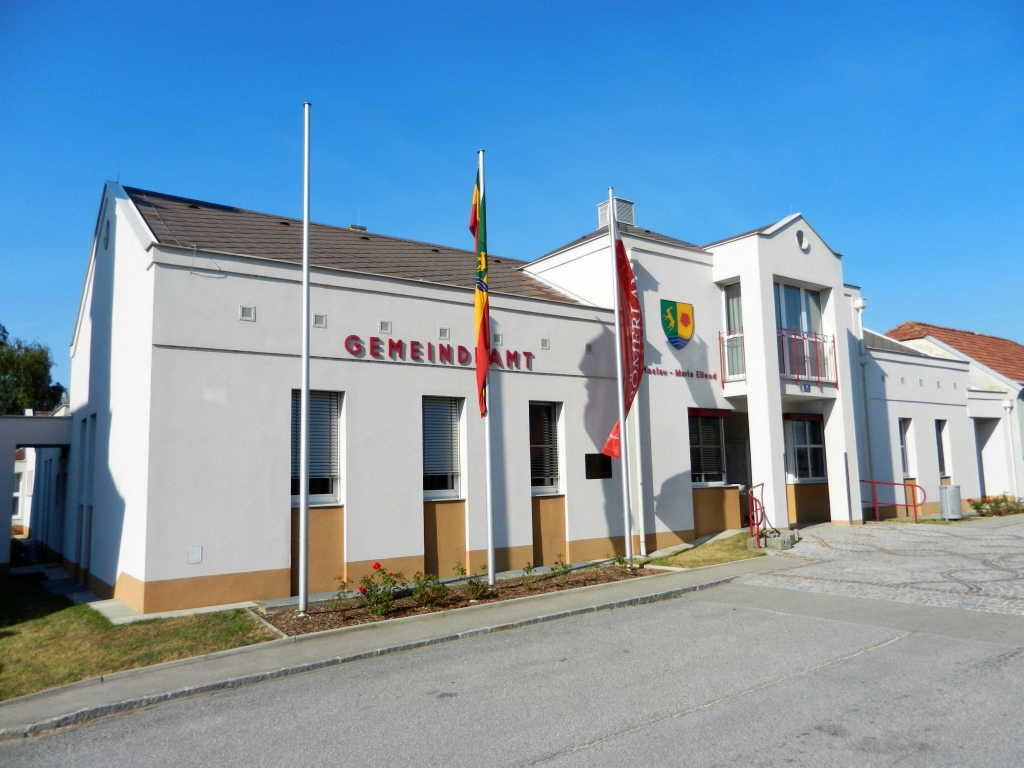
Gemeentehuis

Au am Leithaberge · Bad Deutsch-Altenburg · Berg · Bruck an der Leitha · Enzersdorf an der Fischa · Göttlesbrunn-Arbesthal · Götzendorf an der Leitha · Hainburg an der Donau · Haslau-Maria Ellend · Hof am Leithaberge · Höflein · Hundsheim · Mannersdorf am Leithagebirge · Petronell-Carnuntum · Prellenkirchen · Rohrau · Scharndorf · Sommerein · Trautmannsdorf an der Leitha · Wolfsthal
- Gemeinsame Normdatei: 4800701-8
- Virtual International Authority File: 246307812
- WorldCat: E39PBJw4yrBhyprVtHVPXKd4v3